# Tro på varann
Tro på varann är en låt skriven av Uno Svenningsson och inspelad i duett av honom med Eva Dahlgrens på hans debutalbum som soloartist, Uno från 1994. samt utgiven på singel samma år.
Låten testades på Trackslistan, där den gick in den 12 november 1994 men åkte ur veckan därpå.
Låten gick också in på Svensktoppen, där den låg i åtta veckor under perioden 19 november 1994-14 januari 1995
Erik Linder spelade 2009 in låten på albumet Inifrån.
Anders Wendin spelade in låten under Så mycket bättre 2017.

## Listplaceringar
| Lista (1994) | Topplacering |
| ------------ | ------------ |
| Sverige      | 22           |

### Fotnoter
1. ↑  ”Uno”. Svensk mediedatabas. 16 mars 1994. http://smdb.kb.se/catalog/id/001506473. Läst 23 juli 2011.
2. ↑  ”Tro på varann”. Svensk mediedatabas. 16 mars 1994. http://smdb.kb.se/catalog/id/001506223. Läst 23 juli 2011.
3. ↑  ”Tracks”. Sveriges radio. 12 november 1994. http://sverigesradio.se/sida/topplista.aspx?programid=2696&date=1994-11-12. Läst 23 juli 2011.
4. ↑  ”Tracks”. Sveriges radio. 19 november 1994. http://sverigesradio.se/sida/topplista.aspx?programid=2696&date=1994-11-19. Läst 23 juli 2011.
5. ↑  ”Svensktoppen”. Sveriges radio. 16 mars 1994. http://sverigesradio.se/Diverse/AppData/Isidor/files/2023/3490.txt. Läst 23 juli 2011.
6. ↑  ”Svensktoppen”. Sveriges radio. 16 mars 1995. http://sverigesradio.se/Diverse/AppData/Isidor/files/2023/3491.txt. Läst 23 juli 2011.
7. ↑  ”Inifrån”. Svensk mediedatabas. 16 mars 2009. http://smdb.kb.se/catalog/id/002538057. Läst 17 augusti 2011.
8. ↑  Michael Joelsson (1 november 2017). ”"Så mycket bättre"-stjärna till Folkets park” (på svenska). Jönköpingsposten. Arkiverad från originalet den 7 november 2017. https://web.archive.org/web/20171107060631/https://www.jp.se/article/moneybrother-till-folkets-park/. Läst 6 november 2017.
9. ↑  ”Tro på varann” (på engelska). Swedishcharts. 16 mars 1994. http://hitparad.se/showitem.asp?interpret=Uno+Svenningsson+%2F+Eva+Dahlgren&titel=Tro+p%E5+varann&cat=s. Läst 23 juli 2011.